# Roßbach (Wied)
Pour les articles homonymes, voir Roßbach.

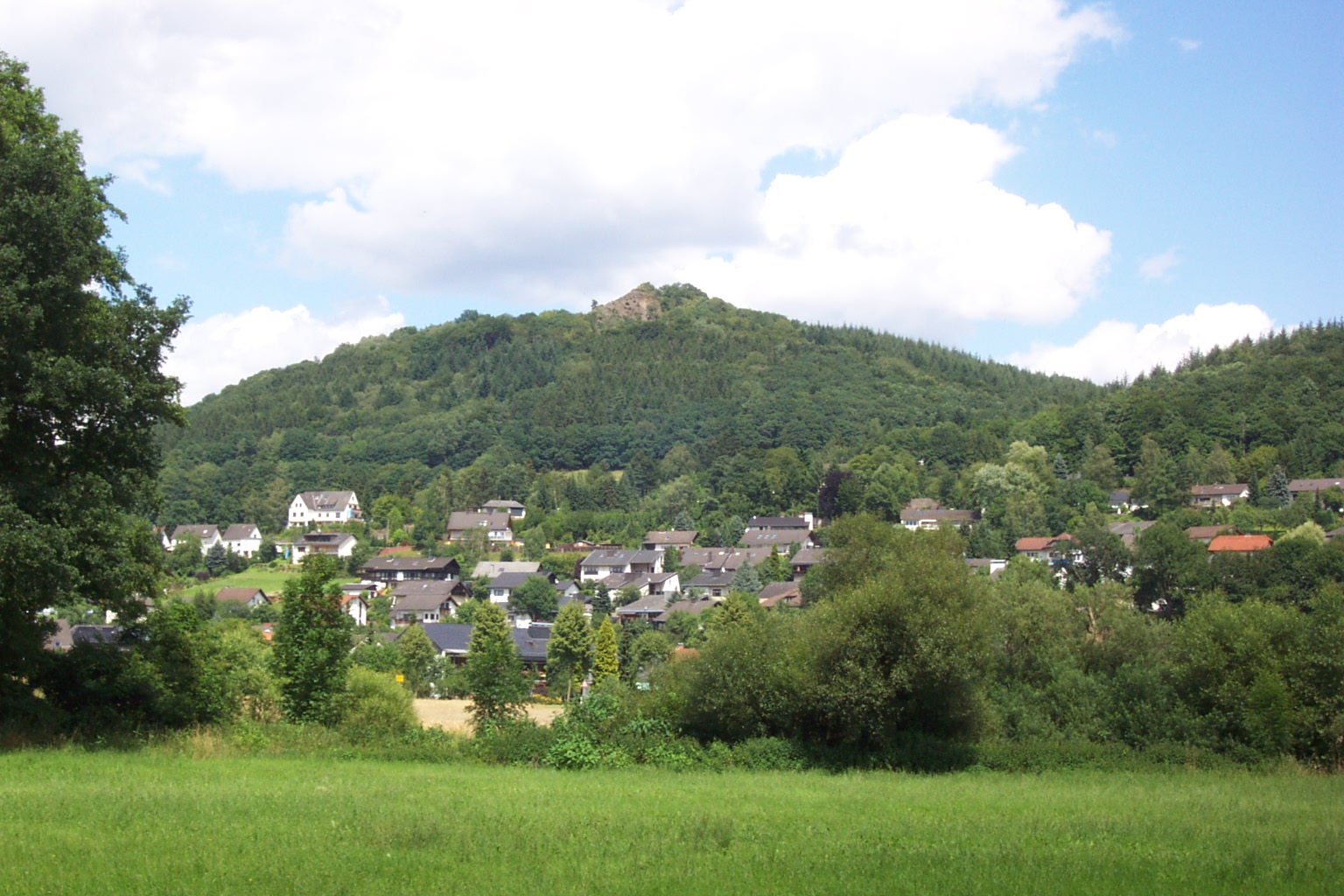
Roßbach (Wied) avec sommet du Roßbacher Häubchen.

Roßbach (ou Rossbach) est un village se situant en vallée de la Wied, dans l’arrondissement de Neuwied, en Rhénanie-Palatinat, Allemagne, faisant administrativement partie de la Verbandsgemeinde (collectivité territoriale) de Rengsdorf-Waldbreitbach. C’est une station climatique reconnue par l’État.

## Situation géographique
Le village est localisé dans le parc naturel Rhin-Westerwald, au bord de la rivière Wied, en périphérie du massif du Westerwald et au pied du Roßbacher Häubchen, un sommet de 325 m, qui fut jadis exploité par une carrière basaltique. Le village se trouve non loin de la frontière avec la Rhénanie-du-Nord-Westphalie. Les importantes villes des environs sont : Coblence, Bonn et Cologne.
Les lieux-dits Lache, Niederbuchenau, Oberbuchenau, Reifert, Scheuerchen, Schimmelshahn et Spreitchen font partie du territoire de Roßbach.

## Histoire
Roßbach fut mentionnée pour la première fois en l’an 1307 en tant que domaine appartenant à la dépendance Waldbreitbach de l'ordre Teutonique. Ce domaine exista probablement dès 1250. Ensuite, et durant plus de 500 ans, le territoire de Roßbach se situa dans la principauté archiépiscopale de Cologne. L’existence de la ferme de Buchenau est attestée dès le XVe siècle, celle de Spreitchen et la chapelle de Roßbach dès le XVIe siècle.
Un état des lieux ordonné par le prince électeur de Cologne en 1660 compta 22 maisons à Roßbach et au lieu-dit de Reifert, ainsi que 3 fermes habitées. En 1742 fut mentionnée l’existence d’un moulin, puis en 1758 d’une ferme au lieu-dit de Lache, ainsi qu’on 1767, d’une chapelle au lieu-dit de Reifert.
Au début du XIXe siècle se termina l’appartenance à la principauté archiépiscopale de Cologne, dont les secteurs à gauche du Rhin furent occupés, en 1794, par les troupes révolutionnaires françaises, alors que les territoires à droite du Rhin, et donc Roßbach, furent sécularisées. L’administration Neuerburg, jusque-là soumis à Cologne, dont dépendit Rossbach, fut attribué, en 1803, au comté de Wied-Runkel.
Après la défaite de Napoléon et le Congrès de Vienne en 1815, Roßbach alla au royaume de Prusse et, administrativement, à la mairie de Neuerburg dans l’arrondissement de Neuwied dans le district gouvernemental de Coblence.
En 1824 fut installé à Roßbach une première école, pour laquelle un nouveau bâtiment fut construit en 1899. L’exploitation du basalte au Roßbacher Häubchen débuta en 1883 et dura jusqu’aux années 1941-1942,.
Après la Seconde Guerre mondiale, le village de Roßbach se trouva dans la zone d’occupation française, puis dans le Land nouvellement crée de Rhénanie-Palatinat. Roßbach fait aujourd’hui (2023) partie de la Verbandsgemeinde (collectivité territoriale) de Rengsdorf-Waldbreitbach. Dans le bâtiment de l’école du village, qui ferma en 1973, fut installé en 2001, un centre de services. Une école maternelle fut inaugurée à Roßbach en 1973.

## Héraldique

Rossbach.

Sur fond bleu figurent deux flancs semi-circulaires affichant, à droite, un cheval en train de se cambrer et à gauche une croix en poutres noires. La couleur bleue symbolise la rivière Wied alors que la croix noire rappelle l’appartenance à la principauté archiépiscopale de Cologne qui dura jusqu’en 1803. Le cheval (en allemand Ross) se trouve dans le nom du village de Rossbach, dont la partie Bach (en français ruisseau) fait allusion à la petite rivière, la Wied qui traverse le village.

## Activités sportives et touristiques
Roßbach en tant que station climatique reconnue par l’État, constitue un lieu de départ pour des excursions le long de la Wied et vers les vallées adjacentes des ruisseaux Elsbach, Wallbach und Masbach.

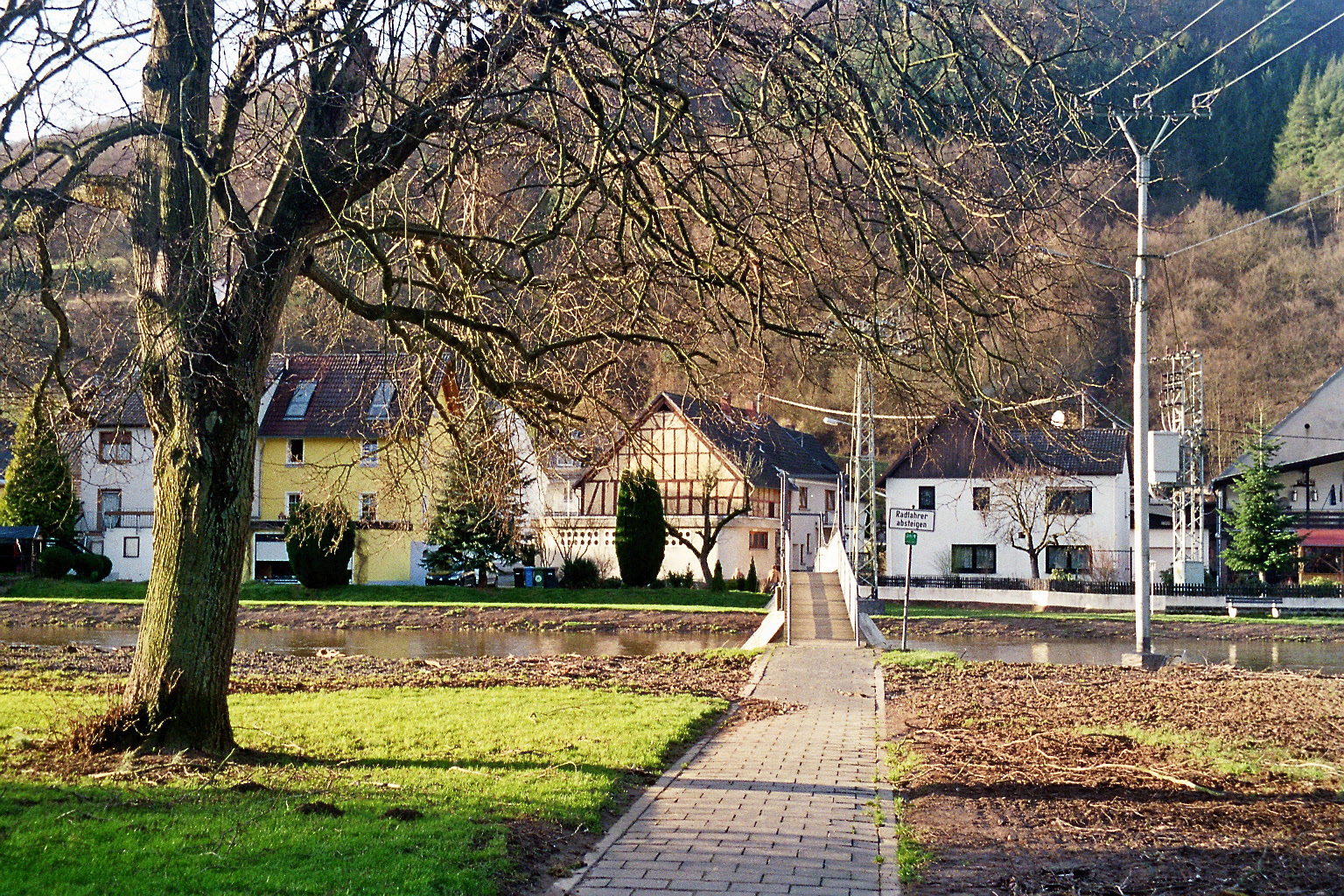
Le Wied traversant Roßbach.

La montagne du Roßbacher Häubchen est appréciée par les randonneurs. Son sommet offre une vue panoramique. Il est accessible par un sentier balisé avec des informations sur l’origine et l’exploitation du basalte. Le sentier balisé de grande randonnée Westerwaldsteig, d'une longueur totale de 235 km, fait ici une boucle pour également atteindre le somment.
Roßbach dispose d’un terrain de sport, de 4 courts de tennis, d’un terrain de pétanque, d’un hall de tir et d’un terrain de camping, le Camping Wiedschleife (camping de la boucle de la Wied).

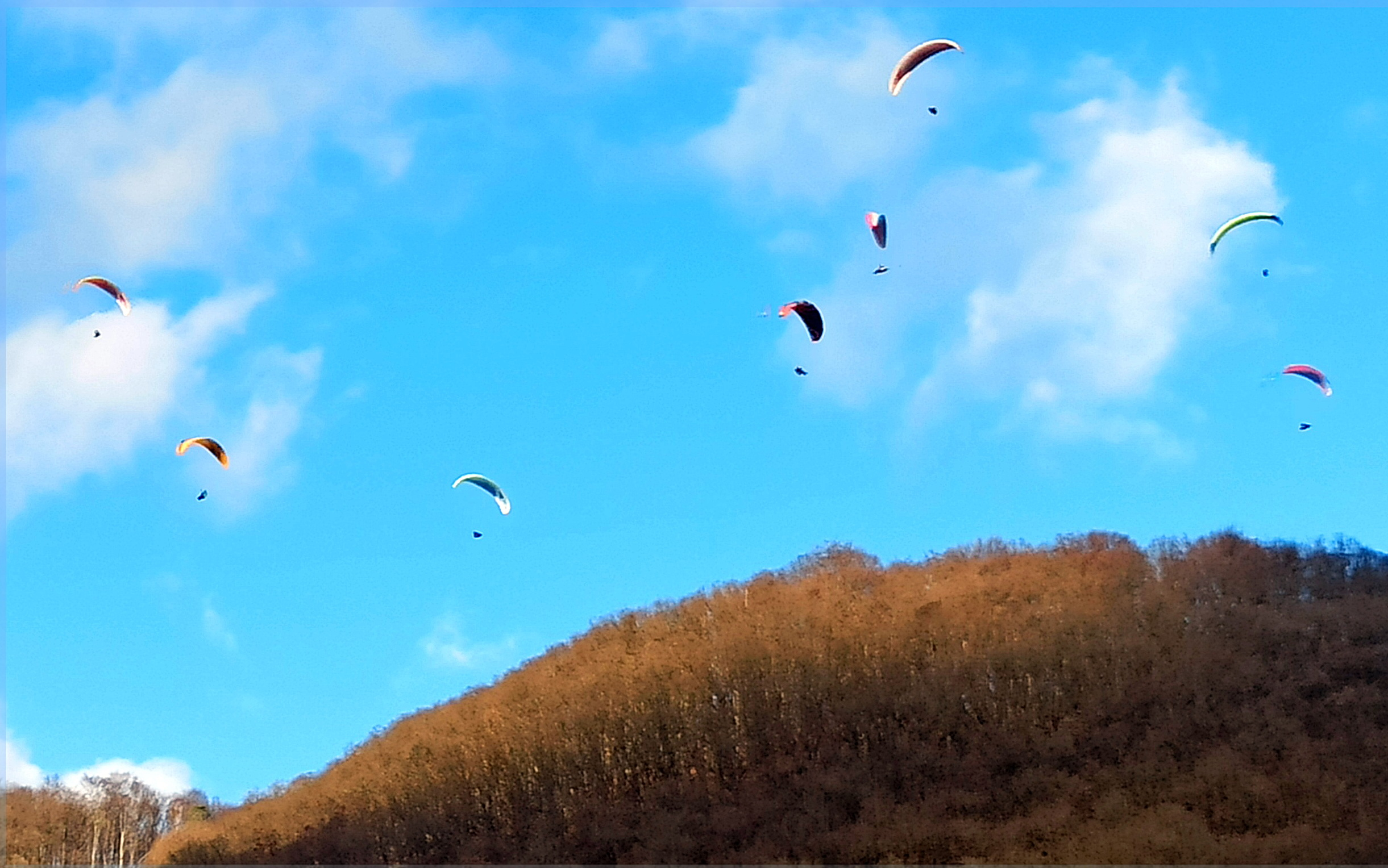
Parapentes à Roßbach (Wied); photo de janvier 2023.

Sur la colline Finkenberg au-dessus du quartier de Niederbuchenau se trouve un point de décollage pour parapentes, orienté vers le sud.
Rossbach est traversé par la piste cyclable balisée Wied-Radweg qui longe la rivière depuis sa source (depuis la localité de Rotenhain au plateau des lacs du Westerwald) jusqu’à son embouchure dans le Rhin à Neuwied. Une grande section de la piste est asphaltée/pavée et séparée du trafic motorisé.